# سیارک ۲۰۴۱۵
سیارک ۲۰۴۱۵ (به انگلیسی: 20415 Amandalu، نامگذاری:1998RL61) بیست هزار و چهارصد و پانزدهمین سیارک کشف شده‌است که در ۱۴ سپتامبر ۱۹۹۸ کشف شد.
قدر مطلق سیارک برابر ۱۳.۵ است.